# Pierluigi Pairetto
Pierluigi Pairetto (født 15. juli 1952) er en tidligere en fodbolddommer fra Italien. Han dømte internationalt under det internationale fodboldforbund, FIFA, fra 1983 til 1993. Han dømte blandt andet finalen i Champions League i 1992 FC Barcelona og Sampdoria. En kamp som Barcelona vandt 1-0. Han har desuden dømt flere kampe i VM i fodbold 1990 og 1994 og i EM 1992 og 1996.
Efter han sluttede sin aktive dommerkarriere, blev Pairetto ansat som dommerkoordinator i den italienske Serie A, hvor han havde ansvaret for at udpege dommere til kampene i ligaen. Han misbrugte dog denne position og blev udelukket fra alt fodbold i 3,5 år, for sin indblanding i den italienske dommerskandale. En karantæne der udløb i 2010.

## Karriere

### EM 1992
- Holland  –  Tyskland 3-1 (gruppespil).

### VM 1994
- Rumænien  –  Argentina 3-2 (ottendedelsfinale).

### EM 1996
- Tjekkiet  –  Tyskland 1-2 (finale).

## Kampe med danske hold
- Den 12. oktober 1994: Kvalifikation til EM 1996: Danmark – Belgien 3-1